# Nerio Nesi
Nerio Nesi (ur. 16 czerwca 1925 w Bolonii, zm. 11 lutego 2024 w Turynie) – włoski polityk, prawnik i bankowiec, parlamentarzysta, w latach 2000–2001 minister robót publicznych. Wieloletnia działalność w sektorze bankowym i jednocześnie aktywność polityczna w szeregach ugrupowań lewicowych (w tym komunistycznych) przyniosły mu przydomek „banchiere rosso” (pol. „czerwony bankier”).

## Życiorys
W okresie II wojny światowej działał w antyfaszystowskim ruchu oporu. Ukończył studia prawnicze na Uniwersytecie Bolońskim. W latach 50. pracował w dyrekcji włoskiego publicznego nadawcy radiowo-telewizyjnego RAI, a od 1958 był dyrektorem działu finansowego w centrali koncernu Olivetti w miejscowości Ivrea.
W drugiej połowie lat 40. działał w Chrześcijańskiej Demokracji, z której wkrótce wystąpił. Przyjaźnił się z komunistą Enrico Berlinguerem, z którym podróżował po Europie, m.in. brał udział w wyjeździe do ZSRR. Mimo sympatyzowania w Włoską Partią Komunistyczną nie został członkiem tego ugrupowania. W 1960 wstąpił natomiast do Włoskiej Partii Socjalistycznej, w której działał do 1992.
Od połowy lat 60. zawodowo związany z systemem bankowym, został wówczas wiceprezesem kasy oszczędnościowej Cassa di Risparmio di Torino. Później obejmował kierownicze stanowiska m.in. w Banca Subalpina i Banca Popolare di Milano. Od 1978 do 1989 pełnił funkcję prezesa Banca Nazionale del Lavoro, jednego z największych włoskich banków.
Po opuszczeniu PSI działał w Odrodzenie Komunistycznym, z ramienia którego w 1996 uzyskał mandat posła do Izby Deputowanych XIII kadencji. W trakcie kadencji przeszedł do nowo powołanej Partii Komunistów Włoskich, należał do tego ugrupowania do 2004. Od 25 kwietnia 2000 do 11 czerwca 2001 sprawował urząd ministra robót publicznych w drugim rządzie Giuliana Amato. W 2001 ponownie wybrany do niższej izby włoskiego parlamentu jako kandydat Drzewa Oliwnego. Mandat poselski wykonywał do 2006, od 2005 działał w partii Włoscy Demokratyczni Socjaliści. Był następnie członkiem powołanej w 2007 Partii Socjalistycznej, a w 2008 związał się z Partią Demokratyczną.
Odznaczony Orderem Zasługi Republiki Włoskiej I klasy (1981).